# Guaguas de pan

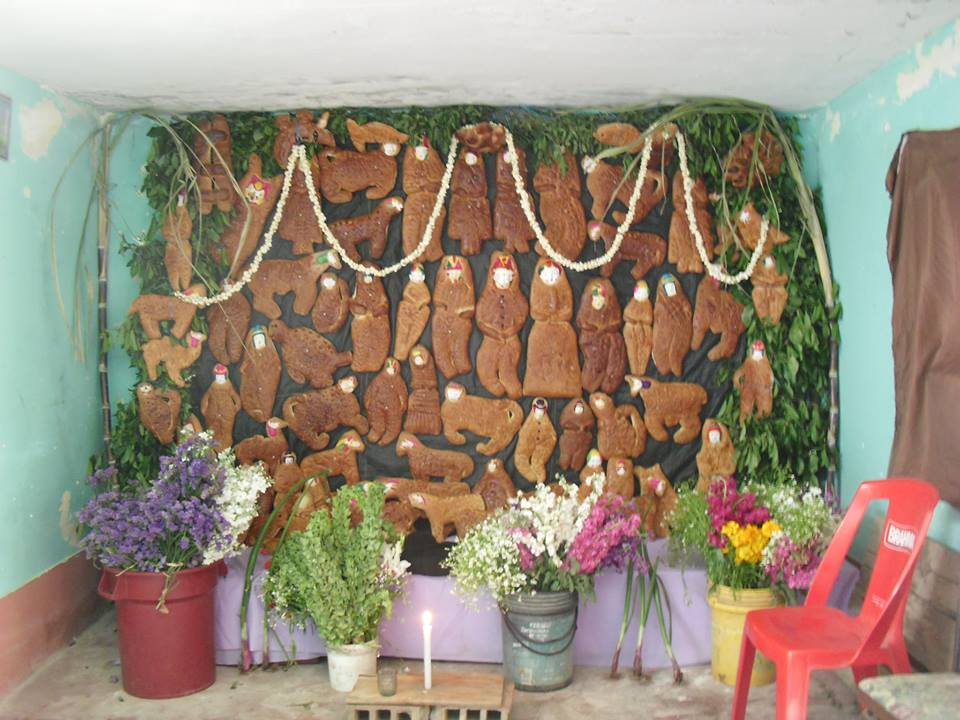
Mesa de tantawawas en Tacna (Perú), armada para el día de los muertos.

Las guaguas de pan, muñecas de pan, wawas de pan, pan wawa o t'anta wawa, son dulces que consisten en panes grandes usualmente de trigo, moldeados y adornados con forma de niño pequeño o bebé, y decorados con grageas, pastillas de azúcar, pasta de azúcar y caritas hechas de yeso.
A veces rellenas de dulce, se elaboran y se usan como parte de ritos ancestrales en regiones andinas de Perú, Bolivia, Ecuador (donde se consumen junto a la colada morada), norte de Argentina y  sur de Colombia, principalmente el 2 de noviembre en conmemoración de los fieles difuntos, pero también en fiestas agrarias, carnavales y Navidad como elemento simbólico de alianzas y compromisos sociales.

## Etimología
Guagua o wawa que en lengua quechua y aymara significa bebé o infante. En el sur del Perú , en el occidente de Bolivia y en el norte de Argentina se denominan 
“t'anta wawas”, “tantawawas” o “tantaguaguas”, palabras del idioma quechua y aimara compuesta por las voces t'anta, que significa pan y wawa que significa bebé. En Ecuador y Colombia se les conoce como wawas de pan.

## Características regionales

### Argentina
En el norte argentino,las t'antawawas o wawas de pan , las realizan a finales de octubre , en la festividad de todos santos o ayaq marq'an para los Quechuas (el abrazo de los muertos), estos panes representan al familiar difunto que se recuerda, normalmente las personas colocan altares que consisten en mesas con alimentos y bebidas , las personas suelen ir para rezar a sus muertos y a cambio reciben estas wawas de pan. Esta tradición es llevada a cabo en las provincias de Salta, Jujuy y Tucumán.

### Bolivia

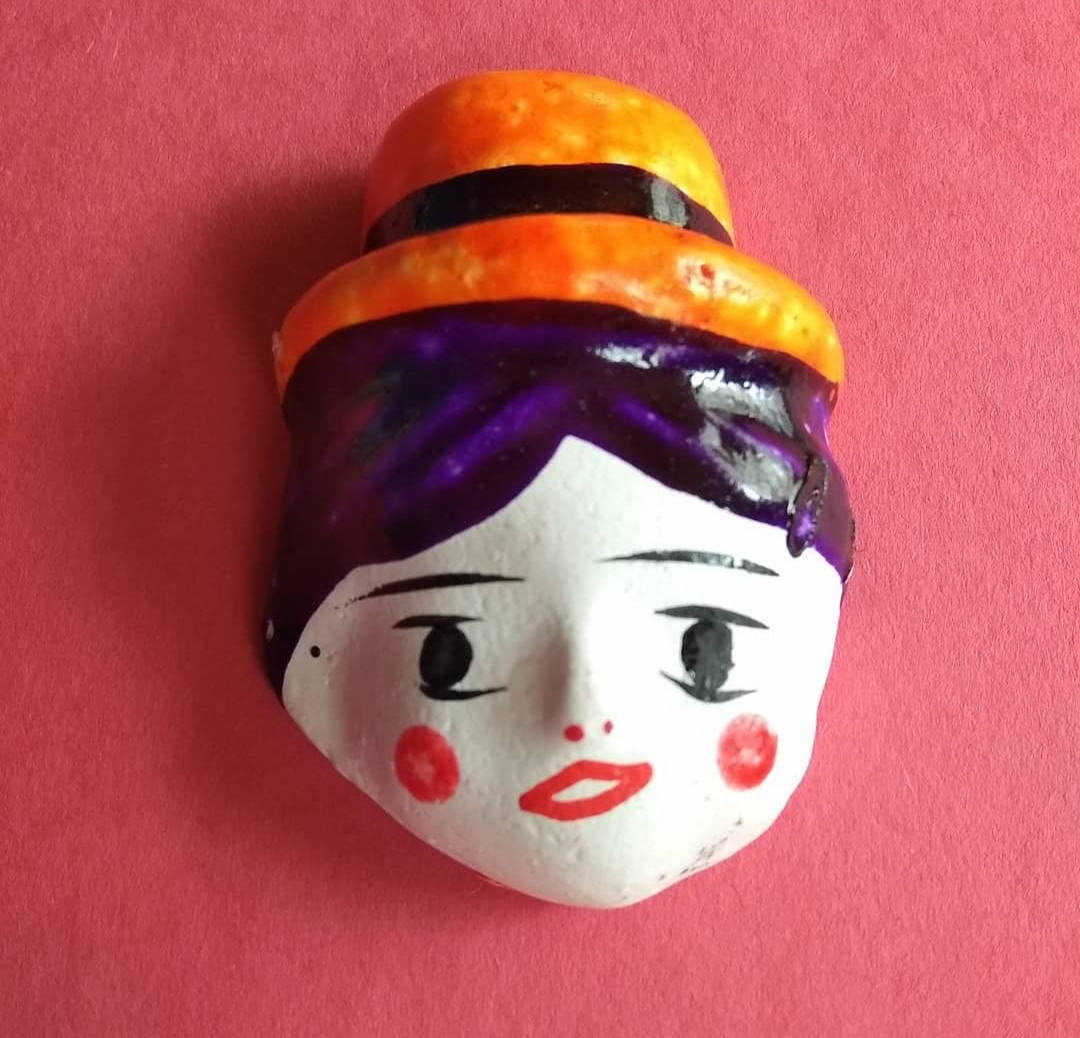
Carita de yeso de una tantawawa, Bolivia

Las tantawawas son propias de la festividad de Todos Santos. Son adornadas con caretas de yeso que, por lo general, representan al difunto al que se recuerda. Tradicionalmente se las intercambia por rezos que las personas ofrecen ante las tradicionales mesas. Si representan personas mayores o “achachis” se les llama “tanta achachis” (abuelos de pan) y en comunidades aymaras (principalmente del departamento de La Paz) se usan para decorar altares o “apxatas".

### Colombia
En el departamento de Nariño, al sur del país, la costumbre el día de difuntos es similar que en el vecino Ecuador, aunque menos conservada; también se trata de elementos arquetípicos en las celebraciones agrarias y del solsticio de verano, particularmente en ciertas zonas como los corregimientos Jongovito, Genoy y Obonuco del municipio de Pasto, donde el 29 de junio, día de San Pedro y San Pablo, se elaboran estructuras como altares llamadas “castillos de guaguas de pan” o forman parte de las llamadas varas de San Pedro. En otras zonas de la región, como en el municipio de Córdoba, las figuras también forman parte de ceremonias de alianza o compadrazgos, similares a las que se acostumbran en Perú y Bolivia.
En Ipiales se consumen las guaguas de pan a partir del 31 de octubre (víspera de Todos los Santos) hasta el 2 de noviembre, conmemoración de los Fieles Difuntos.

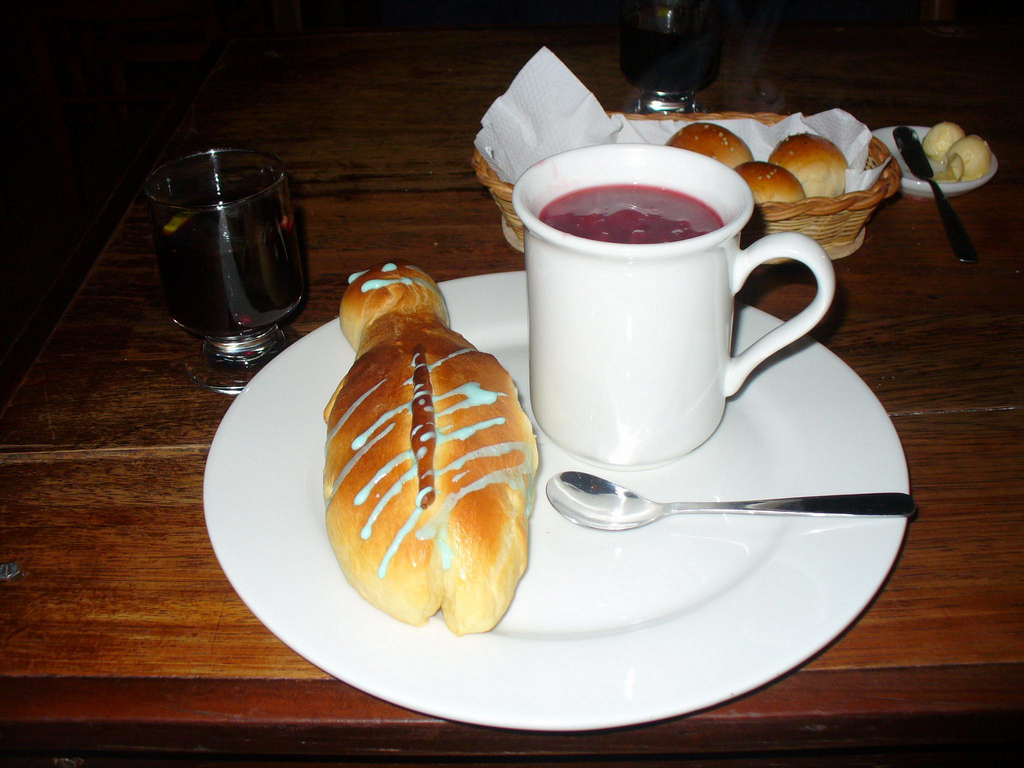
Guagua de pan acompañada de la tradicional colada morada.

### Ecuador
Las guaguas de pan se consumen el 2 de noviembre, día de difuntos, en forma masiva y tradicionalmente en toda la región andina, junto con la colada morada. Son elaboradas en familia y se intercambian entre grupos familiares y amigos o se dan a los ahijados. En los cementerios de zonas rurales y en comunidades indígenas, como en la provincia de Tungurahua, se acostumbren como ofrendas haciendo parte de un rito ancestral de reencuentro con los antepasados.
En la provincia de Azuay también son elementos rituales de Navidad haciendo parte del “pase del niño” o de los pesebres o belenes.

### Perú
Las guaguas de pan, pan de wawa, pan wawa, t'anta wawas, tantawawas o tantaguaguas forman parte de las celebraciones en el día de difuntos sobre todo en los departamentos de Ayacucho, Junín, Áncash, Pasco, Puno, Tacna, Apurímac, Departamento de Cusco y Arequipa, y característicamente son adornadas con caretas de yeso o escayola que representan al difunto. En los altares caseros o mesas de difuntos también se acompañan de escaleras que se elaboraban con la misma masa o con dulce y, que según la costumbre, sirven para que el alma pueda subir al cielo, así como figuras de animales (caballos o llamas) que ayudan al alma del difunto a cruzar ríos y charcos en su camino al cielo. En el sur del Perú, como en Tacna y Arequipa entre otras y al igual que en el vecino país de Bolivia, también se usan los "tanta achachis" o figuras de ancianos si el difunto fallece a avanzada edad o como homenaje a los ancestros familiares.
Igualmente se ven como elementos característicos en fiestas gastronómicas de la cosecha como la denominada Tablada de Acopalca, en el Callejón de Huaylas, departamento de Ancash.
En la ciudad de Tacna, tradicionalmente en la mesa de tantawawas no deben de faltar las plantas de cebolla y la caña de azúcar y en los cementerios el 2 de noviembre, día de difuntos, se acompañan de otro tipo de comestibles tradicionales.
También las guaguas de pan son usadas como fetiches en ritos de curación de enfermedades psicosomáticas como el “animu qarkusqa” (pérdida del ánimo) para lo cual la guagua de pan se elabora usando ropas del enfermo.
En la región de Cusco y la zona sur del Perú se tiene por tradición en las fechas de todos los santos hacer ceremonias de bautizo de las tantawawas, como forma de parodia o sátira de los bautizos católicos. En estas fiestas familiares se realiza una actuación improvisada de un bautizo teniendo como eje central a la tantawawa, y todos los participantes de la fiesta toman el rol de un personaje para hacerle mofa, como el cura, la madre, el padre, el padrino, hermanos y demás; para finalmente comer la tantawawa en familia. Esta tradición familiar ha ido desapareciendo en ciertas regiones.